# Club des Longues moustaches
Pour les articles homonymes, voir Moustache.
Le club des Longues moustaches est un groupe littéraire informel qui, de 1908 à 1911, réunit des écrivains français autour d'Henri de Régnier au Caffè Florian à Venise. Il se compose, outre ce dernier, d'Abel Bonnard, Charles Du Bos, Auguste Gilbert de Voisins, Émile Henriot, Edmond Jaloux, Eugène Marsan, Francis de Miomandre et Jean-Louis Vaudoyer.

### Sur le club
- Michel Bulteau, Le Club des Longues moustaches, Paris, Quai Voltaire, 1988 (réimpr. 2004), 209 p. (ISBN 2-87653-020-1, BNF 34988680)

### Sur ses membres
Voir les bibliographies détaillées sur les articles idoines.
- Abel Bonnard
- Charles Du Bos
- Auguste Gilbert de Voisins
- Émile Henriot
- Edmond Jaloux
- Eugène Marsan
- Francis de Miomandre
- Henri de Régnier
- Jean-Louis Vaudoyer